# Comuna Doclin, Caraș-Severin
Doclin este o comună în județul Caraș-Severin, Banat, România, formată din satele Biniș, Doclin (reședința) și Tirol.

## Demografie
Componența etnică a comunei Doclin
     Români (85,81%)
     Romi (4,14%)
     Germani (1,71%)
     Croați (1,45%)
     Alte etnii (0,26%)
     Necunoscută (6,64%)
Componența confesională a comunei Doclin
     Ortodocși (76,15%)
     Romano-catolici (8,61%)
     Penticostali (4,4%)
     Baptiști (1,64%)
     Adventiști (1,12%)
     Alte religii (1,45%)
     Necunoscută (6,64%)
Conform recensământului efectuat în 2021, populația comunei Doclin se ridică la 1.522 de locuitori, în scădere față de recensământul anterior din 2011, când fuseseră înregistrați 1.741 de locuitori. Majoritatea locuitorilor sunt români (85,81%), cu minorități de romi (4,14%), germani (1,71%) și croați (1,45%), iar pentru 6,64% nu se cunoaște apartenența etnică. Din punct de vedere confesional, majoritatea locuitorilor sunt ortodocși (76,15%), cu minorități de romano-catolici (8,61%), penticostali (4,4%), baptiști (1,64%) și adventiști (1,12%), iar pentru 6,64% nu se cunoaște apartenența confesională.

## Politică și administrație
Comuna Doclin este administrată de un primar și un consiliu local compus din 11 consilieri. Primarul, Dănuț Oană[*], de la Partidul Social Democrat, este în funcție din 2000. Începând cu alegerile locale din 2024, consiliul local are următoarea componență pe partide politice:
|  | Partid                    | Consilieri | Componența Consiliului | Componența Consiliului | Componența Consiliului | Componența Consiliului | Componența Consiliului | Componența Consiliului |
|  | ------------------------- | ---------- | ---------------------- | ---------------------- | ---------------------- | ---------------------- | ---------------------- | ---------------------- |
|  | Partidul Social Democrat  | 6          |                        |                        |                        |                        |                        |                        |
|  | Partidul Național Liberal | 5          |                        |                        |                        |                        |                        |                        |

## Legături externe

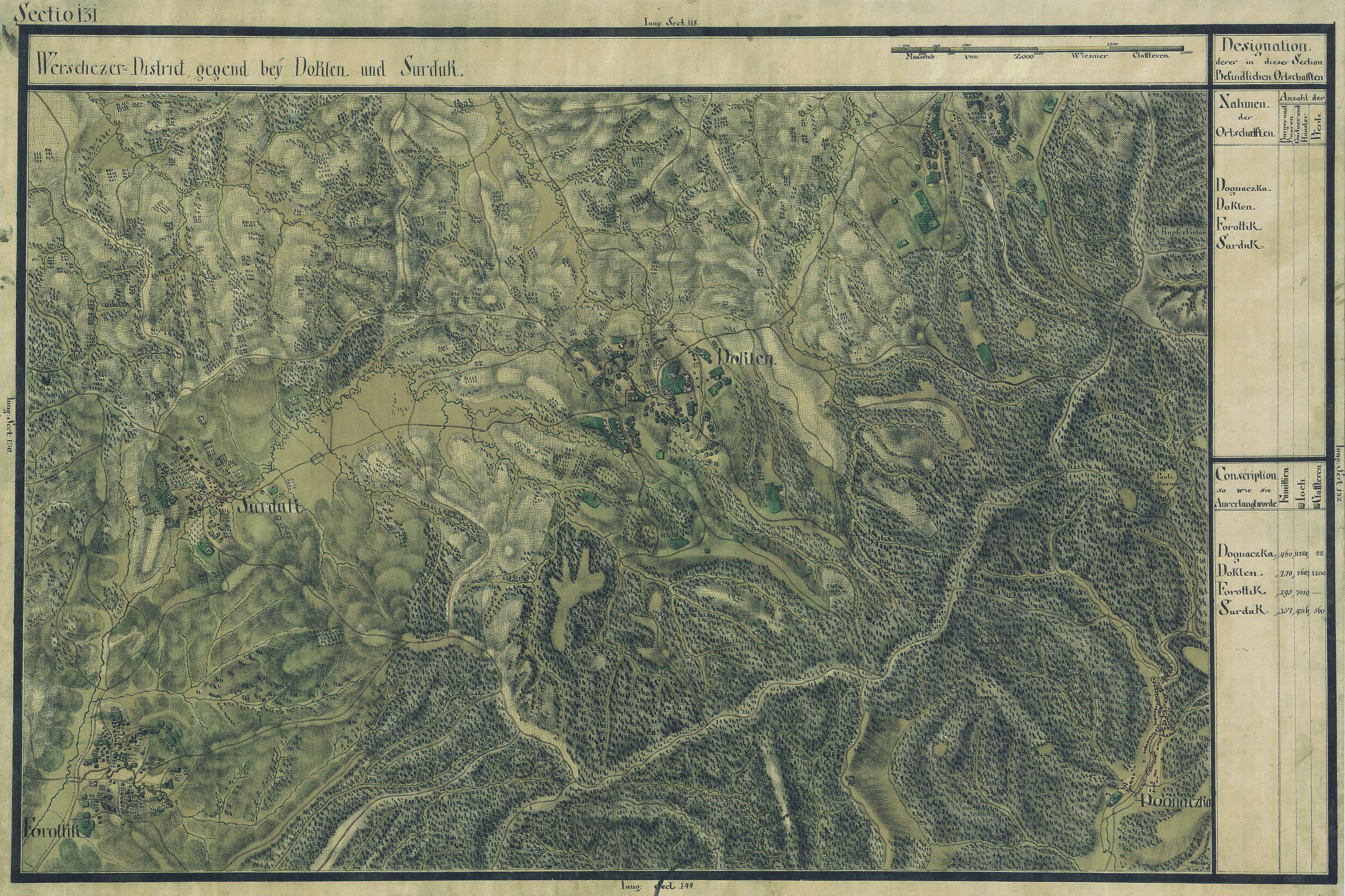
Doclin în Harta Iosefină a Banatului, 1769-72